# Санто Бањена (Арецо)
Санто Бањена је насеље у Италији у округу Арецо, региону Тоскана.
Према процени из 2011. у насељу је живело 26 становника. Насеље се налази на надморској висини од 480 м.